# Мангеттенська метрика

У Мангеттенській метриці довжини червоної, жовтої і синьої ліній рівні між собою (12). У геометрії Евкліда зелена лінія має довжину 12/√2 ≈ 8.48 і являє собою єдиний найкоротший шлях.

Мангеттенська метрика (метрика прямокутного міста, метрика L1) — метрика, запроваджена Германом Мінковським. За цією метрикою, відстань між двома точками дорівнює сумі модулів різниць їх координат.
У цієї метрики багато назв. Мангеттенська метрика відома як мангеттенська відстань, відстань міських кварталів, метрика прямокутного міста, метрика L1, вулична метрика або норма {\displaystyle \ell _{1}} (див. простір Lp), метрика міського кварталу, метрика таксі, прямокутна метрика, метрика прямого кута; на {\displaystyle \mathbb {Z} ^{2}} її називають метрикою гріди та 4-метрикою.
Назва «мангеттенська відстань» пов'язана з вуличним плануванням Мангеттена, де вулиці перетинаються під прямими кутами.

Кола в дискретній і неперервній геометрії міських кварталів.

## Формальне визначення
Мангеттенська метрика {\displaystyle d_{1}} між двома векторами {\displaystyle \mathbf {p} ,\mathbf {q} } в n-вимірному дійсному просторі з заданою прямокутною системою координат — сума довжин проєкцій відрізка між точками на осі координат. Більш формально
{\displaystyle d_{1}(\mathbf {p} ,\mathbf {q} )=\|\mathbf {p} -\mathbf {q} \|_{1}=\sum _{i=1}^{n}|p_{i}-q_{i}|,}
де
{\displaystyle \mathbf {p} =(p_{1},p_{2},\dots ,p_{n})} і {\displaystyle \mathbf {q} =(q_{1},q_{2},\dots ,q_{n})\,} — вектори.
Наприклад, на площині відстань міських кварталів між точками {\displaystyle (p_{1},p_{2})} і {\displaystyle (q_{1},q_{2})} дорівнює {\displaystyle |p_{1}-q_{1}|+|p_{2}-q_{2}|.}

## Властивості
Мангеттенська відстань залежить від обертання системи координат, але не залежить від відбиття відносно осі координат або паралельного перенесення. В геометрії, заснованій на мангеттенській метриці, виконуються всі аксіоми Гільберта, окрім аксіоми про конгруентні трикутники.
Куля в цій метриці має форму октаедру, вершини якого лежать на осях координат.

## Приклади
|   | a | b | c | d | e | f | g | h |   |
| 8 | a8 шістка · b8 п'ятірка · c8 четвірка · d8 трійка · e8 двійка · f8 трійка · g8 четвірка · h8 п'ятірка · a7 п'ятірка · b7 четвірка · c7 трійка · d7 двійка · e7 одиниця · f7 двійка · g7 трійка · h7 четвірка · a6 четвірка · b6 трійка · c6 двійка · d6 одиниця · e6 біла перевернута тура · f6 одиниця · g6 двійка · h6 трійка · a5 п'ятірка · b5 четвірка · c5 трійка · d5 двійка · e5 одиниця · f5 двійка · g5 трійка · h5 четвірка · a4 шістка · b4 п'ятірка · c4 четвірка · d4 трійка · e4 двійка · f4 трійка · g4 четвірка · h4 п'ятірка · a3 сімка · b3 шістка · c3 п'ятірка · d3 четвірка · e3 трійка · f3 четвірка · g3 п'ятірка · h3 шістка · a2 вісімка · b2 сімка · c2 шістка · d2 п'ятірка · e2 четвірка · f2 п'ятірка · g2 шістка · h2 сімка · a1 дев'ятка · b1 вісімка · c1 сімка · d1 шістка · e1 п'ятірка · f1 шістка · g1 сімка · h1 вісімка | a8 шістка · b8 п'ятірка · c8 четвірка · d8 трійка · e8 двійка · f8 трійка · g8 четвірка · h8 п'ятірка · a7 п'ятірка · b7 четвірка · c7 трійка · d7 двійка · e7 одиниця · f7 двійка · g7 трійка · h7 четвірка · a6 четвірка · b6 трійка · c6 двійка · d6 одиниця · e6 біла перевернута тура · f6 одиниця · g6 двійка · h6 трійка · a5 п'ятірка · b5 четвірка · c5 трійка · d5 двійка · e5 одиниця · f5 двійка · g5 трійка · h5 четвірка · a4 шістка · b4 п'ятірка · c4 четвірка · d4 трійка · e4 двійка · f4 трійка · g4 четвірка · h4 п'ятірка · a3 сімка · b3 шістка · c3 п'ятірка · d3 четвірка · e3 трійка · f3 четвірка · g3 п'ятірка · h3 шістка · a2 вісімка · b2 сімка · c2 шістка · d2 п'ятірка · e2 четвірка · f2 п'ятірка · g2 шістка · h2 сімка · a1 дев'ятка · b1 вісімка · c1 сімка · d1 шістка · e1 п'ятірка · f1 шістка · g1 сімка · h1 вісімка | a8 шістка · b8 п'ятірка · c8 четвірка · d8 трійка · e8 двійка · f8 трійка · g8 четвірка · h8 п'ятірка · a7 п'ятірка · b7 четвірка · c7 трійка · d7 двійка · e7 одиниця · f7 двійка · g7 трійка · h7 четвірка · a6 четвірка · b6 трійка · c6 двійка · d6 одиниця · e6 біла перевернута тура · f6 одиниця · g6 двійка · h6 трійка · a5 п'ятірка · b5 четвірка · c5 трійка · d5 двійка · e5 одиниця · f5 двійка · g5 трійка · h5 четвірка · a4 шістка · b4 п'ятірка · c4 четвірка · d4 трійка · e4 двійка · f4 трійка · g4 четвірка · h4 п'ятірка · a3 сімка · b3 шістка · c3 п'ятірка · d3 четвірка · e3 трійка · f3 четвірка · g3 п'ятірка · h3 шістка · a2 вісімка · b2 сімка · c2 шістка · d2 п'ятірка · e2 четвірка · f2 п'ятірка · g2 шістка · h2 сімка · a1 дев'ятка · b1 вісімка · c1 сімка · d1 шістка · e1 п'ятірка · f1 шістка · g1 сімка · h1 вісімка | a8 шістка · b8 п'ятірка · c8 четвірка · d8 трійка · e8 двійка · f8 трійка · g8 четвірка · h8 п'ятірка · a7 п'ятірка · b7 четвірка · c7 трійка · d7 двійка · e7 одиниця · f7 двійка · g7 трійка · h7 четвірка · a6 четвірка · b6 трійка · c6 двійка · d6 одиниця · e6 біла перевернута тура · f6 одиниця · g6 двійка · h6 трійка · a5 п'ятірка · b5 четвірка · c5 трійка · d5 двійка · e5 одиниця · f5 двійка · g5 трійка · h5 четвірка · a4 шістка · b4 п'ятірка · c4 четвірка · d4 трійка · e4 двійка · f4 трійка · g4 четвірка · h4 п'ятірка · a3 сімка · b3 шістка · c3 п'ятірка · d3 четвірка · e3 трійка · f3 четвірка · g3 п'ятірка · h3 шістка · a2 вісімка · b2 сімка · c2 шістка · d2 п'ятірка · e2 четвірка · f2 п'ятірка · g2 шістка · h2 сімка · a1 дев'ятка · b1 вісімка · c1 сімка · d1 шістка · e1 п'ятірка · f1 шістка · g1 сімка · h1 вісімка | a8 шістка · b8 п'ятірка · c8 четвірка · d8 трійка · e8 двійка · f8 трійка · g8 четвірка · h8 п'ятірка · a7 п'ятірка · b7 четвірка · c7 трійка · d7 двійка · e7 одиниця · f7 двійка · g7 трійка · h7 четвірка · a6 четвірка · b6 трійка · c6 двійка · d6 одиниця · e6 біла перевернута тура · f6 одиниця · g6 двійка · h6 трійка · a5 п'ятірка · b5 четвірка · c5 трійка · d5 двійка · e5 одиниця · f5 двійка · g5 трійка · h5 четвірка · a4 шістка · b4 п'ятірка · c4 четвірка · d4 трійка · e4 двійка · f4 трійка · g4 четвірка · h4 п'ятірка · a3 сімка · b3 шістка · c3 п'ятірка · d3 четвірка · e3 трійка · f3 четвірка · g3 п'ятірка · h3 шістка · a2 вісімка · b2 сімка · c2 шістка · d2 п'ятірка · e2 четвірка · f2 п'ятірка · g2 шістка · h2 сімка · a1 дев'ятка · b1 вісімка · c1 сімка · d1 шістка · e1 п'ятірка · f1 шістка · g1 сімка · h1 вісімка | a8 шістка · b8 п'ятірка · c8 четвірка · d8 трійка · e8 двійка · f8 трійка · g8 четвірка · h8 п'ятірка · a7 п'ятірка · b7 четвірка · c7 трійка · d7 двійка · e7 одиниця · f7 двійка · g7 трійка · h7 четвірка · a6 четвірка · b6 трійка · c6 двійка · d6 одиниця · e6 біла перевернута тура · f6 одиниця · g6 двійка · h6 трійка · a5 п'ятірка · b5 четвірка · c5 трійка · d5 двійка · e5 одиниця · f5 двійка · g5 трійка · h5 четвірка · a4 шістка · b4 п'ятірка · c4 четвірка · d4 трійка · e4 двійка · f4 трійка · g4 четвірка · h4 п'ятірка · a3 сімка · b3 шістка · c3 п'ятірка · d3 четвірка · e3 трійка · f3 четвірка · g3 п'ятірка · h3 шістка · a2 вісімка · b2 сімка · c2 шістка · d2 п'ятірка · e2 четвірка · f2 п'ятірка · g2 шістка · h2 сімка · a1 дев'ятка · b1 вісімка · c1 сімка · d1 шістка · e1 п'ятірка · f1 шістка · g1 сімка · h1 вісімка | a8 шістка · b8 п'ятірка · c8 четвірка · d8 трійка · e8 двійка · f8 трійка · g8 четвірка · h8 п'ятірка · a7 п'ятірка · b7 четвірка · c7 трійка · d7 двійка · e7 одиниця · f7 двійка · g7 трійка · h7 четвірка · a6 четвірка · b6 трійка · c6 двійка · d6 одиниця · e6 біла перевернута тура · f6 одиниця · g6 двійка · h6 трійка · a5 п'ятірка · b5 четвірка · c5 трійка · d5 двійка · e5 одиниця · f5 двійка · g5 трійка · h5 четвірка · a4 шістка · b4 п'ятірка · c4 четвірка · d4 трійка · e4 двійка · f4 трійка · g4 четвірка · h4 п'ятірка · a3 сімка · b3 шістка · c3 п'ятірка · d3 четвірка · e3 трійка · f3 четвірка · g3 п'ятірка · h3 шістка · a2 вісімка · b2 сімка · c2 шістка · d2 п'ятірка · e2 четвірка · f2 п'ятірка · g2 шістка · h2 сімка · a1 дев'ятка · b1 вісімка · c1 сімка · d1 шістка · e1 п'ятірка · f1 шістка · g1 сімка · h1 вісімка | a8 шістка · b8 п'ятірка · c8 четвірка · d8 трійка · e8 двійка · f8 трійка · g8 четвірка · h8 п'ятірка · a7 п'ятірка · b7 четвірка · c7 трійка · d7 двійка · e7 одиниця · f7 двійка · g7 трійка · h7 четвірка · a6 четвірка · b6 трійка · c6 двійка · d6 одиниця · e6 біла перевернута тура · f6 одиниця · g6 двійка · h6 трійка · a5 п'ятірка · b5 четвірка · c5 трійка · d5 двійка · e5 одиниця · f5 двійка · g5 трійка · h5 четвірка · a4 шістка · b4 п'ятірка · c4 четвірка · d4 трійка · e4 двійка · f4 трійка · g4 четвірка · h4 п'ятірка · a3 сімка · b3 шістка · c3 п'ятірка · d3 четвірка · e3 трійка · f3 четвірка · g3 п'ятірка · h3 шістка · a2 вісімка · b2 сімка · c2 шістка · d2 п'ятірка · e2 четвірка · f2 п'ятірка · g2 шістка · h2 сімка · a1 дев'ятка · b1 вісімка · c1 сімка · d1 шістка · e1 п'ятірка · f1 шістка · g1 сімка · h1 вісімка | 8 |
| 7 | a8 шістка · b8 п'ятірка · c8 четвірка · d8 трійка · e8 двійка · f8 трійка · g8 четвірка · h8 п'ятірка · a7 п'ятірка · b7 четвірка · c7 трійка · d7 двійка · e7 одиниця · f7 двійка · g7 трійка · h7 четвірка · a6 четвірка · b6 трійка · c6 двійка · d6 одиниця · e6 біла перевернута тура · f6 одиниця · g6 двійка · h6 трійка · a5 п'ятірка · b5 четвірка · c5 трійка · d5 двійка · e5 одиниця · f5 двійка · g5 трійка · h5 четвірка · a4 шістка · b4 п'ятірка · c4 четвірка · d4 трійка · e4 двійка · f4 трійка · g4 четвірка · h4 п'ятірка · a3 сімка · b3 шістка · c3 п'ятірка · d3 четвірка · e3 трійка · f3 четвірка · g3 п'ятірка · h3 шістка · a2 вісімка · b2 сімка · c2 шістка · d2 п'ятірка · e2 четвірка · f2 п'ятірка · g2 шістка · h2 сімка · a1 дев'ятка · b1 вісімка · c1 сімка · d1 шістка · e1 п'ятірка · f1 шістка · g1 сімка · h1 вісімка | a8 шістка · b8 п'ятірка · c8 четвірка · d8 трійка · e8 двійка · f8 трійка · g8 четвірка · h8 п'ятірка · a7 п'ятірка · b7 четвірка · c7 трійка · d7 двійка · e7 одиниця · f7 двійка · g7 трійка · h7 четвірка · a6 четвірка · b6 трійка · c6 двійка · d6 одиниця · e6 біла перевернута тура · f6 одиниця · g6 двійка · h6 трійка · a5 п'ятірка · b5 четвірка · c5 трійка · d5 двійка · e5 одиниця · f5 двійка · g5 трійка · h5 четвірка · a4 шістка · b4 п'ятірка · c4 четвірка · d4 трійка · e4 двійка · f4 трійка · g4 четвірка · h4 п'ятірка · a3 сімка · b3 шістка · c3 п'ятірка · d3 четвірка · e3 трійка · f3 четвірка · g3 п'ятірка · h3 шістка · a2 вісімка · b2 сімка · c2 шістка · d2 п'ятірка · e2 четвірка · f2 п'ятірка · g2 шістка · h2 сімка · a1 дев'ятка · b1 вісімка · c1 сімка · d1 шістка · e1 п'ятірка · f1 шістка · g1 сімка · h1 вісімка | a8 шістка · b8 п'ятірка · c8 четвірка · d8 трійка · e8 двійка · f8 трійка · g8 четвірка · h8 п'ятірка · a7 п'ятірка · b7 четвірка · c7 трійка · d7 двійка · e7 одиниця · f7 двійка · g7 трійка · h7 четвірка · a6 четвірка · b6 трійка · c6 двійка · d6 одиниця · e6 біла перевернута тура · f6 одиниця · g6 двійка · h6 трійка · a5 п'ятірка · b5 четвірка · c5 трійка · d5 двійка · e5 одиниця · f5 двійка · g5 трійка · h5 четвірка · a4 шістка · b4 п'ятірка · c4 четвірка · d4 трійка · e4 двійка · f4 трійка · g4 четвірка · h4 п'ятірка · a3 сімка · b3 шістка · c3 п'ятірка · d3 четвірка · e3 трійка · f3 четвірка · g3 п'ятірка · h3 шістка · a2 вісімка · b2 сімка · c2 шістка · d2 п'ятірка · e2 четвірка · f2 п'ятірка · g2 шістка · h2 сімка · a1 дев'ятка · b1 вісімка · c1 сімка · d1 шістка · e1 п'ятірка · f1 шістка · g1 сімка · h1 вісімка | a8 шістка · b8 п'ятірка · c8 четвірка · d8 трійка · e8 двійка · f8 трійка · g8 четвірка · h8 п'ятірка · a7 п'ятірка · b7 четвірка · c7 трійка · d7 двійка · e7 одиниця · f7 двійка · g7 трійка · h7 четвірка · a6 четвірка · b6 трійка · c6 двійка · d6 одиниця · e6 біла перевернута тура · f6 одиниця · g6 двійка · h6 трійка · a5 п'ятірка · b5 четвірка · c5 трійка · d5 двійка · e5 одиниця · f5 двійка · g5 трійка · h5 четвірка · a4 шістка · b4 п'ятірка · c4 четвірка · d4 трійка · e4 двійка · f4 трійка · g4 четвірка · h4 п'ятірка · a3 сімка · b3 шістка · c3 п'ятірка · d3 четвірка · e3 трійка · f3 четвірка · g3 п'ятірка · h3 шістка · a2 вісімка · b2 сімка · c2 шістка · d2 п'ятірка · e2 четвірка · f2 п'ятірка · g2 шістка · h2 сімка · a1 дев'ятка · b1 вісімка · c1 сімка · d1 шістка · e1 п'ятірка · f1 шістка · g1 сімка · h1 вісімка | a8 шістка · b8 п'ятірка · c8 четвірка · d8 трійка · e8 двійка · f8 трійка · g8 четвірка · h8 п'ятірка · a7 п'ятірка · b7 четвірка · c7 трійка · d7 двійка · e7 одиниця · f7 двійка · g7 трійка · h7 четвірка · a6 четвірка · b6 трійка · c6 двійка · d6 одиниця · e6 біла перевернута тура · f6 одиниця · g6 двійка · h6 трійка · a5 п'ятірка · b5 четвірка · c5 трійка · d5 двійка · e5 одиниця · f5 двійка · g5 трійка · h5 четвірка · a4 шістка · b4 п'ятірка · c4 четвірка · d4 трійка · e4 двійка · f4 трійка · g4 четвірка · h4 п'ятірка · a3 сімка · b3 шістка · c3 п'ятірка · d3 четвірка · e3 трійка · f3 четвірка · g3 п'ятірка · h3 шістка · a2 вісімка · b2 сімка · c2 шістка · d2 п'ятірка · e2 четвірка · f2 п'ятірка · g2 шістка · h2 сімка · a1 дев'ятка · b1 вісімка · c1 сімка · d1 шістка · e1 п'ятірка · f1 шістка · g1 сімка · h1 вісімка | a8 шістка · b8 п'ятірка · c8 четвірка · d8 трійка · e8 двійка · f8 трійка · g8 четвірка · h8 п'ятірка · a7 п'ятірка · b7 четвірка · c7 трійка · d7 двійка · e7 одиниця · f7 двійка · g7 трійка · h7 четвірка · a6 четвірка · b6 трійка · c6 двійка · d6 одиниця · e6 біла перевернута тура · f6 одиниця · g6 двійка · h6 трійка · a5 п'ятірка · b5 четвірка · c5 трійка · d5 двійка · e5 одиниця · f5 двійка · g5 трійка · h5 четвірка · a4 шістка · b4 п'ятірка · c4 четвірка · d4 трійка · e4 двійка · f4 трійка · g4 четвірка · h4 п'ятірка · a3 сімка · b3 шістка · c3 п'ятірка · d3 четвірка · e3 трійка · f3 четвірка · g3 п'ятірка · h3 шістка · a2 вісімка · b2 сімка · c2 шістка · d2 п'ятірка · e2 четвірка · f2 п'ятірка · g2 шістка · h2 сімка · a1 дев'ятка · b1 вісімка · c1 сімка · d1 шістка · e1 п'ятірка · f1 шістка · g1 сімка · h1 вісімка | a8 шістка · b8 п'ятірка · c8 четвірка · d8 трійка · e8 двійка · f8 трійка · g8 четвірка · h8 п'ятірка · a7 п'ятірка · b7 четвірка · c7 трійка · d7 двійка · e7 одиниця · f7 двійка · g7 трійка · h7 четвірка · a6 четвірка · b6 трійка · c6 двійка · d6 одиниця · e6 біла перевернута тура · f6 одиниця · g6 двійка · h6 трійка · a5 п'ятірка · b5 четвірка · c5 трійка · d5 двійка · e5 одиниця · f5 двійка · g5 трійка · h5 четвірка · a4 шістка · b4 п'ятірка · c4 четвірка · d4 трійка · e4 двійка · f4 трійка · g4 четвірка · h4 п'ятірка · a3 сімка · b3 шістка · c3 п'ятірка · d3 четвірка · e3 трійка · f3 четвірка · g3 п'ятірка · h3 шістка · a2 вісімка · b2 сімка · c2 шістка · d2 п'ятірка · e2 четвірка · f2 п'ятірка · g2 шістка · h2 сімка · a1 дев'ятка · b1 вісімка · c1 сімка · d1 шістка · e1 п'ятірка · f1 шістка · g1 сімка · h1 вісімка | a8 шістка · b8 п'ятірка · c8 четвірка · d8 трійка · e8 двійка · f8 трійка · g8 четвірка · h8 п'ятірка · a7 п'ятірка · b7 четвірка · c7 трійка · d7 двійка · e7 одиниця · f7 двійка · g7 трійка · h7 четвірка · a6 четвірка · b6 трійка · c6 двійка · d6 одиниця · e6 біла перевернута тура · f6 одиниця · g6 двійка · h6 трійка · a5 п'ятірка · b5 четвірка · c5 трійка · d5 двійка · e5 одиниця · f5 двійка · g5 трійка · h5 четвірка · a4 шістка · b4 п'ятірка · c4 четвірка · d4 трійка · e4 двійка · f4 трійка · g4 четвірка · h4 п'ятірка · a3 сімка · b3 шістка · c3 п'ятірка · d3 четвірка · e3 трійка · f3 четвірка · g3 п'ятірка · h3 шістка · a2 вісімка · b2 сімка · c2 шістка · d2 п'ятірка · e2 четвірка · f2 п'ятірка · g2 шістка · h2 сімка · a1 дев'ятка · b1 вісімка · c1 сімка · d1 шістка · e1 п'ятірка · f1 шістка · g1 сімка · h1 вісімка | 7 |
| 6 | a8 шістка · b8 п'ятірка · c8 четвірка · d8 трійка · e8 двійка · f8 трійка · g8 четвірка · h8 п'ятірка · a7 п'ятірка · b7 четвірка · c7 трійка · d7 двійка · e7 одиниця · f7 двійка · g7 трійка · h7 четвірка · a6 четвірка · b6 трійка · c6 двійка · d6 одиниця · e6 біла перевернута тура · f6 одиниця · g6 двійка · h6 трійка · a5 п'ятірка · b5 четвірка · c5 трійка · d5 двійка · e5 одиниця · f5 двійка · g5 трійка · h5 четвірка · a4 шістка · b4 п'ятірка · c4 четвірка · d4 трійка · e4 двійка · f4 трійка · g4 четвірка · h4 п'ятірка · a3 сімка · b3 шістка · c3 п'ятірка · d3 четвірка · e3 трійка · f3 четвірка · g3 п'ятірка · h3 шістка · a2 вісімка · b2 сімка · c2 шістка · d2 п'ятірка · e2 четвірка · f2 п'ятірка · g2 шістка · h2 сімка · a1 дев'ятка · b1 вісімка · c1 сімка · d1 шістка · e1 п'ятірка · f1 шістка · g1 сімка · h1 вісімка | a8 шістка · b8 п'ятірка · c8 четвірка · d8 трійка · e8 двійка · f8 трійка · g8 четвірка · h8 п'ятірка · a7 п'ятірка · b7 четвірка · c7 трійка · d7 двійка · e7 одиниця · f7 двійка · g7 трійка · h7 четвірка · a6 четвірка · b6 трійка · c6 двійка · d6 одиниця · e6 біла перевернута тура · f6 одиниця · g6 двійка · h6 трійка · a5 п'ятірка · b5 четвірка · c5 трійка · d5 двійка · e5 одиниця · f5 двійка · g5 трійка · h5 четвірка · a4 шістка · b4 п'ятірка · c4 четвірка · d4 трійка · e4 двійка · f4 трійка · g4 четвірка · h4 п'ятірка · a3 сімка · b3 шістка · c3 п'ятірка · d3 четвірка · e3 трійка · f3 четвірка · g3 п'ятірка · h3 шістка · a2 вісімка · b2 сімка · c2 шістка · d2 п'ятірка · e2 четвірка · f2 п'ятірка · g2 шістка · h2 сімка · a1 дев'ятка · b1 вісімка · c1 сімка · d1 шістка · e1 п'ятірка · f1 шістка · g1 сімка · h1 вісімка | a8 шістка · b8 п'ятірка · c8 четвірка · d8 трійка · e8 двійка · f8 трійка · g8 четвірка · h8 п'ятірка · a7 п'ятірка · b7 четвірка · c7 трійка · d7 двійка · e7 одиниця · f7 двійка · g7 трійка · h7 четвірка · a6 четвірка · b6 трійка · c6 двійка · d6 одиниця · e6 біла перевернута тура · f6 одиниця · g6 двійка · h6 трійка · a5 п'ятірка · b5 четвірка · c5 трійка · d5 двійка · e5 одиниця · f5 двійка · g5 трійка · h5 четвірка · a4 шістка · b4 п'ятірка · c4 четвірка · d4 трійка · e4 двійка · f4 трійка · g4 четвірка · h4 п'ятірка · a3 сімка · b3 шістка · c3 п'ятірка · d3 четвірка · e3 трійка · f3 четвірка · g3 п'ятірка · h3 шістка · a2 вісімка · b2 сімка · c2 шістка · d2 п'ятірка · e2 четвірка · f2 п'ятірка · g2 шістка · h2 сімка · a1 дев'ятка · b1 вісімка · c1 сімка · d1 шістка · e1 п'ятірка · f1 шістка · g1 сімка · h1 вісімка | a8 шістка · b8 п'ятірка · c8 четвірка · d8 трійка · e8 двійка · f8 трійка · g8 четвірка · h8 п'ятірка · a7 п'ятірка · b7 четвірка · c7 трійка · d7 двійка · e7 одиниця · f7 двійка · g7 трійка · h7 четвірка · a6 четвірка · b6 трійка · c6 двійка · d6 одиниця · e6 біла перевернута тура · f6 одиниця · g6 двійка · h6 трійка · a5 п'ятірка · b5 четвірка · c5 трійка · d5 двійка · e5 одиниця · f5 двійка · g5 трійка · h5 четвірка · a4 шістка · b4 п'ятірка · c4 четвірка · d4 трійка · e4 двійка · f4 трійка · g4 четвірка · h4 п'ятірка · a3 сімка · b3 шістка · c3 п'ятірка · d3 четвірка · e3 трійка · f3 четвірка · g3 п'ятірка · h3 шістка · a2 вісімка · b2 сімка · c2 шістка · d2 п'ятірка · e2 четвірка · f2 п'ятірка · g2 шістка · h2 сімка · a1 дев'ятка · b1 вісімка · c1 сімка · d1 шістка · e1 п'ятірка · f1 шістка · g1 сімка · h1 вісімка | a8 шістка · b8 п'ятірка · c8 четвірка · d8 трійка · e8 двійка · f8 трійка · g8 четвірка · h8 п'ятірка · a7 п'ятірка · b7 четвірка · c7 трійка · d7 двійка · e7 одиниця · f7 двійка · g7 трійка · h7 четвірка · a6 четвірка · b6 трійка · c6 двійка · d6 одиниця · e6 біла перевернута тура · f6 одиниця · g6 двійка · h6 трійка · a5 п'ятірка · b5 четвірка · c5 трійка · d5 двійка · e5 одиниця · f5 двійка · g5 трійка · h5 четвірка · a4 шістка · b4 п'ятірка · c4 четвірка · d4 трійка · e4 двійка · f4 трійка · g4 четвірка · h4 п'ятірка · a3 сімка · b3 шістка · c3 п'ятірка · d3 четвірка · e3 трійка · f3 четвірка · g3 п'ятірка · h3 шістка · a2 вісімка · b2 сімка · c2 шістка · d2 п'ятірка · e2 четвірка · f2 п'ятірка · g2 шістка · h2 сімка · a1 дев'ятка · b1 вісімка · c1 сімка · d1 шістка · e1 п'ятірка · f1 шістка · g1 сімка · h1 вісімка | a8 шістка · b8 п'ятірка · c8 четвірка · d8 трійка · e8 двійка · f8 трійка · g8 четвірка · h8 п'ятірка · a7 п'ятірка · b7 четвірка · c7 трійка · d7 двійка · e7 одиниця · f7 двійка · g7 трійка · h7 четвірка · a6 четвірка · b6 трійка · c6 двійка · d6 одиниця · e6 біла перевернута тура · f6 одиниця · g6 двійка · h6 трійка · a5 п'ятірка · b5 четвірка · c5 трійка · d5 двійка · e5 одиниця · f5 двійка · g5 трійка · h5 четвірка · a4 шістка · b4 п'ятірка · c4 четвірка · d4 трійка · e4 двійка · f4 трійка · g4 четвірка · h4 п'ятірка · a3 сімка · b3 шістка · c3 п'ятірка · d3 четвірка · e3 трійка · f3 четвірка · g3 п'ятірка · h3 шістка · a2 вісімка · b2 сімка · c2 шістка · d2 п'ятірка · e2 четвірка · f2 п'ятірка · g2 шістка · h2 сімка · a1 дев'ятка · b1 вісімка · c1 сімка · d1 шістка · e1 п'ятірка · f1 шістка · g1 сімка · h1 вісімка | a8 шістка · b8 п'ятірка · c8 четвірка · d8 трійка · e8 двійка · f8 трійка · g8 четвірка · h8 п'ятірка · a7 п'ятірка · b7 четвірка · c7 трійка · d7 двійка · e7 одиниця · f7 двійка · g7 трійка · h7 четвірка · a6 четвірка · b6 трійка · c6 двійка · d6 одиниця · e6 біла перевернута тура · f6 одиниця · g6 двійка · h6 трійка · a5 п'ятірка · b5 четвірка · c5 трійка · d5 двійка · e5 одиниця · f5 двійка · g5 трійка · h5 четвірка · a4 шістка · b4 п'ятірка · c4 четвірка · d4 трійка · e4 двійка · f4 трійка · g4 четвірка · h4 п'ятірка · a3 сімка · b3 шістка · c3 п'ятірка · d3 четвірка · e3 трійка · f3 четвірка · g3 п'ятірка · h3 шістка · a2 вісімка · b2 сімка · c2 шістка · d2 п'ятірка · e2 четвірка · f2 п'ятірка · g2 шістка · h2 сімка · a1 дев'ятка · b1 вісімка · c1 сімка · d1 шістка · e1 п'ятірка · f1 шістка · g1 сімка · h1 вісімка | a8 шістка · b8 п'ятірка · c8 четвірка · d8 трійка · e8 двійка · f8 трійка · g8 четвірка · h8 п'ятірка · a7 п'ятірка · b7 четвірка · c7 трійка · d7 двійка · e7 одиниця · f7 двійка · g7 трійка · h7 четвірка · a6 четвірка · b6 трійка · c6 двійка · d6 одиниця · e6 біла перевернута тура · f6 одиниця · g6 двійка · h6 трійка · a5 п'ятірка · b5 четвірка · c5 трійка · d5 двійка · e5 одиниця · f5 двійка · g5 трійка · h5 четвірка · a4 шістка · b4 п'ятірка · c4 четвірка · d4 трійка · e4 двійка · f4 трійка · g4 четвірка · h4 п'ятірка · a3 сімка · b3 шістка · c3 п'ятірка · d3 четвірка · e3 трійка · f3 четвірка · g3 п'ятірка · h3 шістка · a2 вісімка · b2 сімка · c2 шістка · d2 п'ятірка · e2 четвірка · f2 п'ятірка · g2 шістка · h2 сімка · a1 дев'ятка · b1 вісімка · c1 сімка · d1 шістка · e1 п'ятірка · f1 шістка · g1 сімка · h1 вісімка | 6 |
| 5 | a8 шістка · b8 п'ятірка · c8 четвірка · d8 трійка · e8 двійка · f8 трійка · g8 четвірка · h8 п'ятірка · a7 п'ятірка · b7 четвірка · c7 трійка · d7 двійка · e7 одиниця · f7 двійка · g7 трійка · h7 четвірка · a6 четвірка · b6 трійка · c6 двійка · d6 одиниця · e6 біла перевернута тура · f6 одиниця · g6 двійка · h6 трійка · a5 п'ятірка · b5 четвірка · c5 трійка · d5 двійка · e5 одиниця · f5 двійка · g5 трійка · h5 четвірка · a4 шістка · b4 п'ятірка · c4 четвірка · d4 трійка · e4 двійка · f4 трійка · g4 четвірка · h4 п'ятірка · a3 сімка · b3 шістка · c3 п'ятірка · d3 четвірка · e3 трійка · f3 четвірка · g3 п'ятірка · h3 шістка · a2 вісімка · b2 сімка · c2 шістка · d2 п'ятірка · e2 четвірка · f2 п'ятірка · g2 шістка · h2 сімка · a1 дев'ятка · b1 вісімка · c1 сімка · d1 шістка · e1 п'ятірка · f1 шістка · g1 сімка · h1 вісімка | a8 шістка · b8 п'ятірка · c8 четвірка · d8 трійка · e8 двійка · f8 трійка · g8 четвірка · h8 п'ятірка · a7 п'ятірка · b7 четвірка · c7 трійка · d7 двійка · e7 одиниця · f7 двійка · g7 трійка · h7 четвірка · a6 четвірка · b6 трійка · c6 двійка · d6 одиниця · e6 біла перевернута тура · f6 одиниця · g6 двійка · h6 трійка · a5 п'ятірка · b5 четвірка · c5 трійка · d5 двійка · e5 одиниця · f5 двійка · g5 трійка · h5 четвірка · a4 шістка · b4 п'ятірка · c4 четвірка · d4 трійка · e4 двійка · f4 трійка · g4 четвірка · h4 п'ятірка · a3 сімка · b3 шістка · c3 п'ятірка · d3 четвірка · e3 трійка · f3 четвірка · g3 п'ятірка · h3 шістка · a2 вісімка · b2 сімка · c2 шістка · d2 п'ятірка · e2 четвірка · f2 п'ятірка · g2 шістка · h2 сімка · a1 дев'ятка · b1 вісімка · c1 сімка · d1 шістка · e1 п'ятірка · f1 шістка · g1 сімка · h1 вісімка | a8 шістка · b8 п'ятірка · c8 четвірка · d8 трійка · e8 двійка · f8 трійка · g8 четвірка · h8 п'ятірка · a7 п'ятірка · b7 четвірка · c7 трійка · d7 двійка · e7 одиниця · f7 двійка · g7 трійка · h7 четвірка · a6 четвірка · b6 трійка · c6 двійка · d6 одиниця · e6 біла перевернута тура · f6 одиниця · g6 двійка · h6 трійка · a5 п'ятірка · b5 четвірка · c5 трійка · d5 двійка · e5 одиниця · f5 двійка · g5 трійка · h5 четвірка · a4 шістка · b4 п'ятірка · c4 четвірка · d4 трійка · e4 двійка · f4 трійка · g4 четвірка · h4 п'ятірка · a3 сімка · b3 шістка · c3 п'ятірка · d3 четвірка · e3 трійка · f3 четвірка · g3 п'ятірка · h3 шістка · a2 вісімка · b2 сімка · c2 шістка · d2 п'ятірка · e2 четвірка · f2 п'ятірка · g2 шістка · h2 сімка · a1 дев'ятка · b1 вісімка · c1 сімка · d1 шістка · e1 п'ятірка · f1 шістка · g1 сімка · h1 вісімка | a8 шістка · b8 п'ятірка · c8 четвірка · d8 трійка · e8 двійка · f8 трійка · g8 четвірка · h8 п'ятірка · a7 п'ятірка · b7 четвірка · c7 трійка · d7 двійка · e7 одиниця · f7 двійка · g7 трійка · h7 четвірка · a6 четвірка · b6 трійка · c6 двійка · d6 одиниця · e6 біла перевернута тура · f6 одиниця · g6 двійка · h6 трійка · a5 п'ятірка · b5 четвірка · c5 трійка · d5 двійка · e5 одиниця · f5 двійка · g5 трійка · h5 четвірка · a4 шістка · b4 п'ятірка · c4 четвірка · d4 трійка · e4 двійка · f4 трійка · g4 четвірка · h4 п'ятірка · a3 сімка · b3 шістка · c3 п'ятірка · d3 четвірка · e3 трійка · f3 четвірка · g3 п'ятірка · h3 шістка · a2 вісімка · b2 сімка · c2 шістка · d2 п'ятірка · e2 четвірка · f2 п'ятірка · g2 шістка · h2 сімка · a1 дев'ятка · b1 вісімка · c1 сімка · d1 шістка · e1 п'ятірка · f1 шістка · g1 сімка · h1 вісімка | a8 шістка · b8 п'ятірка · c8 четвірка · d8 трійка · e8 двійка · f8 трійка · g8 четвірка · h8 п'ятірка · a7 п'ятірка · b7 четвірка · c7 трійка · d7 двійка · e7 одиниця · f7 двійка · g7 трійка · h7 четвірка · a6 четвірка · b6 трійка · c6 двійка · d6 одиниця · e6 біла перевернута тура · f6 одиниця · g6 двійка · h6 трійка · a5 п'ятірка · b5 четвірка · c5 трійка · d5 двійка · e5 одиниця · f5 двійка · g5 трійка · h5 четвірка · a4 шістка · b4 п'ятірка · c4 четвірка · d4 трійка · e4 двійка · f4 трійка · g4 четвірка · h4 п'ятірка · a3 сімка · b3 шістка · c3 п'ятірка · d3 четвірка · e3 трійка · f3 четвірка · g3 п'ятірка · h3 шістка · a2 вісімка · b2 сімка · c2 шістка · d2 п'ятірка · e2 четвірка · f2 п'ятірка · g2 шістка · h2 сімка · a1 дев'ятка · b1 вісімка · c1 сімка · d1 шістка · e1 п'ятірка · f1 шістка · g1 сімка · h1 вісімка | a8 шістка · b8 п'ятірка · c8 четвірка · d8 трійка · e8 двійка · f8 трійка · g8 четвірка · h8 п'ятірка · a7 п'ятірка · b7 четвірка · c7 трійка · d7 двійка · e7 одиниця · f7 двійка · g7 трійка · h7 четвірка · a6 четвірка · b6 трійка · c6 двійка · d6 одиниця · e6 біла перевернута тура · f6 одиниця · g6 двійка · h6 трійка · a5 п'ятірка · b5 четвірка · c5 трійка · d5 двійка · e5 одиниця · f5 двійка · g5 трійка · h5 четвірка · a4 шістка · b4 п'ятірка · c4 четвірка · d4 трійка · e4 двійка · f4 трійка · g4 четвірка · h4 п'ятірка · a3 сімка · b3 шістка · c3 п'ятірка · d3 четвірка · e3 трійка · f3 четвірка · g3 п'ятірка · h3 шістка · a2 вісімка · b2 сімка · c2 шістка · d2 п'ятірка · e2 четвірка · f2 п'ятірка · g2 шістка · h2 сімка · a1 дев'ятка · b1 вісімка · c1 сімка · d1 шістка · e1 п'ятірка · f1 шістка · g1 сімка · h1 вісімка | a8 шістка · b8 п'ятірка · c8 четвірка · d8 трійка · e8 двійка · f8 трійка · g8 четвірка · h8 п'ятірка · a7 п'ятірка · b7 четвірка · c7 трійка · d7 двійка · e7 одиниця · f7 двійка · g7 трійка · h7 четвірка · a6 четвірка · b6 трійка · c6 двійка · d6 одиниця · e6 біла перевернута тура · f6 одиниця · g6 двійка · h6 трійка · a5 п'ятірка · b5 четвірка · c5 трійка · d5 двійка · e5 одиниця · f5 двійка · g5 трійка · h5 четвірка · a4 шістка · b4 п'ятірка · c4 четвірка · d4 трійка · e4 двійка · f4 трійка · g4 четвірка · h4 п'ятірка · a3 сімка · b3 шістка · c3 п'ятірка · d3 четвірка · e3 трійка · f3 четвірка · g3 п'ятірка · h3 шістка · a2 вісімка · b2 сімка · c2 шістка · d2 п'ятірка · e2 четвірка · f2 п'ятірка · g2 шістка · h2 сімка · a1 дев'ятка · b1 вісімка · c1 сімка · d1 шістка · e1 п'ятірка · f1 шістка · g1 сімка · h1 вісімка | a8 шістка · b8 п'ятірка · c8 четвірка · d8 трійка · e8 двійка · f8 трійка · g8 четвірка · h8 п'ятірка · a7 п'ятірка · b7 четвірка · c7 трійка · d7 двійка · e7 одиниця · f7 двійка · g7 трійка · h7 четвірка · a6 четвірка · b6 трійка · c6 двійка · d6 одиниця · e6 біла перевернута тура · f6 одиниця · g6 двійка · h6 трійка · a5 п'ятірка · b5 четвірка · c5 трійка · d5 двійка · e5 одиниця · f5 двійка · g5 трійка · h5 четвірка · a4 шістка · b4 п'ятірка · c4 четвірка · d4 трійка · e4 двійка · f4 трійка · g4 четвірка · h4 п'ятірка · a3 сімка · b3 шістка · c3 п'ятірка · d3 четвірка · e3 трійка · f3 четвірка · g3 п'ятірка · h3 шістка · a2 вісімка · b2 сімка · c2 шістка · d2 п'ятірка · e2 четвірка · f2 п'ятірка · g2 шістка · h2 сімка · a1 дев'ятка · b1 вісімка · c1 сімка · d1 шістка · e1 п'ятірка · f1 шістка · g1 сімка · h1 вісімка | 5 |
| 4 | a8 шістка · b8 п'ятірка · c8 четвірка · d8 трійка · e8 двійка · f8 трійка · g8 четвірка · h8 п'ятірка · a7 п'ятірка · b7 четвірка · c7 трійка · d7 двійка · e7 одиниця · f7 двійка · g7 трійка · h7 четвірка · a6 четвірка · b6 трійка · c6 двійка · d6 одиниця · e6 біла перевернута тура · f6 одиниця · g6 двійка · h6 трійка · a5 п'ятірка · b5 четвірка · c5 трійка · d5 двійка · e5 одиниця · f5 двійка · g5 трійка · h5 четвірка · a4 шістка · b4 п'ятірка · c4 четвірка · d4 трійка · e4 двійка · f4 трійка · g4 четвірка · h4 п'ятірка · a3 сімка · b3 шістка · c3 п'ятірка · d3 четвірка · e3 трійка · f3 четвірка · g3 п'ятірка · h3 шістка · a2 вісімка · b2 сімка · c2 шістка · d2 п'ятірка · e2 четвірка · f2 п'ятірка · g2 шістка · h2 сімка · a1 дев'ятка · b1 вісімка · c1 сімка · d1 шістка · e1 п'ятірка · f1 шістка · g1 сімка · h1 вісімка | a8 шістка · b8 п'ятірка · c8 четвірка · d8 трійка · e8 двійка · f8 трійка · g8 четвірка · h8 п'ятірка · a7 п'ятірка · b7 четвірка · c7 трійка · d7 двійка · e7 одиниця · f7 двійка · g7 трійка · h7 четвірка · a6 четвірка · b6 трійка · c6 двійка · d6 одиниця · e6 біла перевернута тура · f6 одиниця · g6 двійка · h6 трійка · a5 п'ятірка · b5 четвірка · c5 трійка · d5 двійка · e5 одиниця · f5 двійка · g5 трійка · h5 четвірка · a4 шістка · b4 п'ятірка · c4 четвірка · d4 трійка · e4 двійка · f4 трійка · g4 четвірка · h4 п'ятірка · a3 сімка · b3 шістка · c3 п'ятірка · d3 четвірка · e3 трійка · f3 четвірка · g3 п'ятірка · h3 шістка · a2 вісімка · b2 сімка · c2 шістка · d2 п'ятірка · e2 четвірка · f2 п'ятірка · g2 шістка · h2 сімка · a1 дев'ятка · b1 вісімка · c1 сімка · d1 шістка · e1 п'ятірка · f1 шістка · g1 сімка · h1 вісімка | a8 шістка · b8 п'ятірка · c8 четвірка · d8 трійка · e8 двійка · f8 трійка · g8 четвірка · h8 п'ятірка · a7 п'ятірка · b7 четвірка · c7 трійка · d7 двійка · e7 одиниця · f7 двійка · g7 трійка · h7 четвірка · a6 четвірка · b6 трійка · c6 двійка · d6 одиниця · e6 біла перевернута тура · f6 одиниця · g6 двійка · h6 трійка · a5 п'ятірка · b5 четвірка · c5 трійка · d5 двійка · e5 одиниця · f5 двійка · g5 трійка · h5 четвірка · a4 шістка · b4 п'ятірка · c4 четвірка · d4 трійка · e4 двійка · f4 трійка · g4 четвірка · h4 п'ятірка · a3 сімка · b3 шістка · c3 п'ятірка · d3 четвірка · e3 трійка · f3 четвірка · g3 п'ятірка · h3 шістка · a2 вісімка · b2 сімка · c2 шістка · d2 п'ятірка · e2 четвірка · f2 п'ятірка · g2 шістка · h2 сімка · a1 дев'ятка · b1 вісімка · c1 сімка · d1 шістка · e1 п'ятірка · f1 шістка · g1 сімка · h1 вісімка | a8 шістка · b8 п'ятірка · c8 четвірка · d8 трійка · e8 двійка · f8 трійка · g8 четвірка · h8 п'ятірка · a7 п'ятірка · b7 четвірка · c7 трійка · d7 двійка · e7 одиниця · f7 двійка · g7 трійка · h7 четвірка · a6 четвірка · b6 трійка · c6 двійка · d6 одиниця · e6 біла перевернута тура · f6 одиниця · g6 двійка · h6 трійка · a5 п'ятірка · b5 четвірка · c5 трійка · d5 двійка · e5 одиниця · f5 двійка · g5 трійка · h5 четвірка · a4 шістка · b4 п'ятірка · c4 четвірка · d4 трійка · e4 двійка · f4 трійка · g4 четвірка · h4 п'ятірка · a3 сімка · b3 шістка · c3 п'ятірка · d3 четвірка · e3 трійка · f3 четвірка · g3 п'ятірка · h3 шістка · a2 вісімка · b2 сімка · c2 шістка · d2 п'ятірка · e2 четвірка · f2 п'ятірка · g2 шістка · h2 сімка · a1 дев'ятка · b1 вісімка · c1 сімка · d1 шістка · e1 п'ятірка · f1 шістка · g1 сімка · h1 вісімка | a8 шістка · b8 п'ятірка · c8 четвірка · d8 трійка · e8 двійка · f8 трійка · g8 четвірка · h8 п'ятірка · a7 п'ятірка · b7 четвірка · c7 трійка · d7 двійка · e7 одиниця · f7 двійка · g7 трійка · h7 четвірка · a6 четвірка · b6 трійка · c6 двійка · d6 одиниця · e6 біла перевернута тура · f6 одиниця · g6 двійка · h6 трійка · a5 п'ятірка · b5 четвірка · c5 трійка · d5 двійка · e5 одиниця · f5 двійка · g5 трійка · h5 четвірка · a4 шістка · b4 п'ятірка · c4 четвірка · d4 трійка · e4 двійка · f4 трійка · g4 четвірка · h4 п'ятірка · a3 сімка · b3 шістка · c3 п'ятірка · d3 четвірка · e3 трійка · f3 четвірка · g3 п'ятірка · h3 шістка · a2 вісімка · b2 сімка · c2 шістка · d2 п'ятірка · e2 четвірка · f2 п'ятірка · g2 шістка · h2 сімка · a1 дев'ятка · b1 вісімка · c1 сімка · d1 шістка · e1 п'ятірка · f1 шістка · g1 сімка · h1 вісімка | a8 шістка · b8 п'ятірка · c8 четвірка · d8 трійка · e8 двійка · f8 трійка · g8 четвірка · h8 п'ятірка · a7 п'ятірка · b7 четвірка · c7 трійка · d7 двійка · e7 одиниця · f7 двійка · g7 трійка · h7 четвірка · a6 четвірка · b6 трійка · c6 двійка · d6 одиниця · e6 біла перевернута тура · f6 одиниця · g6 двійка · h6 трійка · a5 п'ятірка · b5 четвірка · c5 трійка · d5 двійка · e5 одиниця · f5 двійка · g5 трійка · h5 четвірка · a4 шістка · b4 п'ятірка · c4 четвірка · d4 трійка · e4 двійка · f4 трійка · g4 четвірка · h4 п'ятірка · a3 сімка · b3 шістка · c3 п'ятірка · d3 четвірка · e3 трійка · f3 четвірка · g3 п'ятірка · h3 шістка · a2 вісімка · b2 сімка · c2 шістка · d2 п'ятірка · e2 четвірка · f2 п'ятірка · g2 шістка · h2 сімка · a1 дев'ятка · b1 вісімка · c1 сімка · d1 шістка · e1 п'ятірка · f1 шістка · g1 сімка · h1 вісімка | a8 шістка · b8 п'ятірка · c8 четвірка · d8 трійка · e8 двійка · f8 трійка · g8 четвірка · h8 п'ятірка · a7 п'ятірка · b7 четвірка · c7 трійка · d7 двійка · e7 одиниця · f7 двійка · g7 трійка · h7 четвірка · a6 четвірка · b6 трійка · c6 двійка · d6 одиниця · e6 біла перевернута тура · f6 одиниця · g6 двійка · h6 трійка · a5 п'ятірка · b5 четвірка · c5 трійка · d5 двійка · e5 одиниця · f5 двійка · g5 трійка · h5 четвірка · a4 шістка · b4 п'ятірка · c4 четвірка · d4 трійка · e4 двійка · f4 трійка · g4 четвірка · h4 п'ятірка · a3 сімка · b3 шістка · c3 п'ятірка · d3 четвірка · e3 трійка · f3 четвірка · g3 п'ятірка · h3 шістка · a2 вісімка · b2 сімка · c2 шістка · d2 п'ятірка · e2 четвірка · f2 п'ятірка · g2 шістка · h2 сімка · a1 дев'ятка · b1 вісімка · c1 сімка · d1 шістка · e1 п'ятірка · f1 шістка · g1 сімка · h1 вісімка | a8 шістка · b8 п'ятірка · c8 четвірка · d8 трійка · e8 двійка · f8 трійка · g8 четвірка · h8 п'ятірка · a7 п'ятірка · b7 четвірка · c7 трійка · d7 двійка · e7 одиниця · f7 двійка · g7 трійка · h7 четвірка · a6 четвірка · b6 трійка · c6 двійка · d6 одиниця · e6 біла перевернута тура · f6 одиниця · g6 двійка · h6 трійка · a5 п'ятірка · b5 четвірка · c5 трійка · d5 двійка · e5 одиниця · f5 двійка · g5 трійка · h5 четвірка · a4 шістка · b4 п'ятірка · c4 четвірка · d4 трійка · e4 двійка · f4 трійка · g4 четвірка · h4 п'ятірка · a3 сімка · b3 шістка · c3 п'ятірка · d3 четвірка · e3 трійка · f3 четвірка · g3 п'ятірка · h3 шістка · a2 вісімка · b2 сімка · c2 шістка · d2 п'ятірка · e2 четвірка · f2 п'ятірка · g2 шістка · h2 сімка · a1 дев'ятка · b1 вісімка · c1 сімка · d1 шістка · e1 п'ятірка · f1 шістка · g1 сімка · h1 вісімка | 4 |
| 3 | a8 шістка · b8 п'ятірка · c8 четвірка · d8 трійка · e8 двійка · f8 трійка · g8 четвірка · h8 п'ятірка · a7 п'ятірка · b7 четвірка · c7 трійка · d7 двійка · e7 одиниця · f7 двійка · g7 трійка · h7 четвірка · a6 четвірка · b6 трійка · c6 двійка · d6 одиниця · e6 біла перевернута тура · f6 одиниця · g6 двійка · h6 трійка · a5 п'ятірка · b5 четвірка · c5 трійка · d5 двійка · e5 одиниця · f5 двійка · g5 трійка · h5 четвірка · a4 шістка · b4 п'ятірка · c4 четвірка · d4 трійка · e4 двійка · f4 трійка · g4 четвірка · h4 п'ятірка · a3 сімка · b3 шістка · c3 п'ятірка · d3 четвірка · e3 трійка · f3 четвірка · g3 п'ятірка · h3 шістка · a2 вісімка · b2 сімка · c2 шістка · d2 п'ятірка · e2 четвірка · f2 п'ятірка · g2 шістка · h2 сімка · a1 дев'ятка · b1 вісімка · c1 сімка · d1 шістка · e1 п'ятірка · f1 шістка · g1 сімка · h1 вісімка | a8 шістка · b8 п'ятірка · c8 четвірка · d8 трійка · e8 двійка · f8 трійка · g8 четвірка · h8 п'ятірка · a7 п'ятірка · b7 четвірка · c7 трійка · d7 двійка · e7 одиниця · f7 двійка · g7 трійка · h7 четвірка · a6 четвірка · b6 трійка · c6 двійка · d6 одиниця · e6 біла перевернута тура · f6 одиниця · g6 двійка · h6 трійка · a5 п'ятірка · b5 четвірка · c5 трійка · d5 двійка · e5 одиниця · f5 двійка · g5 трійка · h5 четвірка · a4 шістка · b4 п'ятірка · c4 четвірка · d4 трійка · e4 двійка · f4 трійка · g4 четвірка · h4 п'ятірка · a3 сімка · b3 шістка · c3 п'ятірка · d3 четвірка · e3 трійка · f3 четвірка · g3 п'ятірка · h3 шістка · a2 вісімка · b2 сімка · c2 шістка · d2 п'ятірка · e2 четвірка · f2 п'ятірка · g2 шістка · h2 сімка · a1 дев'ятка · b1 вісімка · c1 сімка · d1 шістка · e1 п'ятірка · f1 шістка · g1 сімка · h1 вісімка | a8 шістка · b8 п'ятірка · c8 четвірка · d8 трійка · e8 двійка · f8 трійка · g8 четвірка · h8 п'ятірка · a7 п'ятірка · b7 четвірка · c7 трійка · d7 двійка · e7 одиниця · f7 двійка · g7 трійка · h7 четвірка · a6 четвірка · b6 трійка · c6 двійка · d6 одиниця · e6 біла перевернута тура · f6 одиниця · g6 двійка · h6 трійка · a5 п'ятірка · b5 четвірка · c5 трійка · d5 двійка · e5 одиниця · f5 двійка · g5 трійка · h5 четвірка · a4 шістка · b4 п'ятірка · c4 четвірка · d4 трійка · e4 двійка · f4 трійка · g4 четвірка · h4 п'ятірка · a3 сімка · b3 шістка · c3 п'ятірка · d3 четвірка · e3 трійка · f3 четвірка · g3 п'ятірка · h3 шістка · a2 вісімка · b2 сімка · c2 шістка · d2 п'ятірка · e2 четвірка · f2 п'ятірка · g2 шістка · h2 сімка · a1 дев'ятка · b1 вісімка · c1 сімка · d1 шістка · e1 п'ятірка · f1 шістка · g1 сімка · h1 вісімка | a8 шістка · b8 п'ятірка · c8 четвірка · d8 трійка · e8 двійка · f8 трійка · g8 четвірка · h8 п'ятірка · a7 п'ятірка · b7 четвірка · c7 трійка · d7 двійка · e7 одиниця · f7 двійка · g7 трійка · h7 четвірка · a6 четвірка · b6 трійка · c6 двійка · d6 одиниця · e6 біла перевернута тура · f6 одиниця · g6 двійка · h6 трійка · a5 п'ятірка · b5 четвірка · c5 трійка · d5 двійка · e5 одиниця · f5 двійка · g5 трійка · h5 четвірка · a4 шістка · b4 п'ятірка · c4 четвірка · d4 трійка · e4 двійка · f4 трійка · g4 четвірка · h4 п'ятірка · a3 сімка · b3 шістка · c3 п'ятірка · d3 четвірка · e3 трійка · f3 четвірка · g3 п'ятірка · h3 шістка · a2 вісімка · b2 сімка · c2 шістка · d2 п'ятірка · e2 четвірка · f2 п'ятірка · g2 шістка · h2 сімка · a1 дев'ятка · b1 вісімка · c1 сімка · d1 шістка · e1 п'ятірка · f1 шістка · g1 сімка · h1 вісімка | a8 шістка · b8 п'ятірка · c8 четвірка · d8 трійка · e8 двійка · f8 трійка · g8 четвірка · h8 п'ятірка · a7 п'ятірка · b7 четвірка · c7 трійка · d7 двійка · e7 одиниця · f7 двійка · g7 трійка · h7 четвірка · a6 четвірка · b6 трійка · c6 двійка · d6 одиниця · e6 біла перевернута тура · f6 одиниця · g6 двійка · h6 трійка · a5 п'ятірка · b5 четвірка · c5 трійка · d5 двійка · e5 одиниця · f5 двійка · g5 трійка · h5 четвірка · a4 шістка · b4 п'ятірка · c4 четвірка · d4 трійка · e4 двійка · f4 трійка · g4 четвірка · h4 п'ятірка · a3 сімка · b3 шістка · c3 п'ятірка · d3 четвірка · e3 трійка · f3 четвірка · g3 п'ятірка · h3 шістка · a2 вісімка · b2 сімка · c2 шістка · d2 п'ятірка · e2 четвірка · f2 п'ятірка · g2 шістка · h2 сімка · a1 дев'ятка · b1 вісімка · c1 сімка · d1 шістка · e1 п'ятірка · f1 шістка · g1 сімка · h1 вісімка | a8 шістка · b8 п'ятірка · c8 четвірка · d8 трійка · e8 двійка · f8 трійка · g8 четвірка · h8 п'ятірка · a7 п'ятірка · b7 четвірка · c7 трійка · d7 двійка · e7 одиниця · f7 двійка · g7 трійка · h7 четвірка · a6 четвірка · b6 трійка · c6 двійка · d6 одиниця · e6 біла перевернута тура · f6 одиниця · g6 двійка · h6 трійка · a5 п'ятірка · b5 четвірка · c5 трійка · d5 двійка · e5 одиниця · f5 двійка · g5 трійка · h5 четвірка · a4 шістка · b4 п'ятірка · c4 четвірка · d4 трійка · e4 двійка · f4 трійка · g4 четвірка · h4 п'ятірка · a3 сімка · b3 шістка · c3 п'ятірка · d3 четвірка · e3 трійка · f3 четвірка · g3 п'ятірка · h3 шістка · a2 вісімка · b2 сімка · c2 шістка · d2 п'ятірка · e2 четвірка · f2 п'ятірка · g2 шістка · h2 сімка · a1 дев'ятка · b1 вісімка · c1 сімка · d1 шістка · e1 п'ятірка · f1 шістка · g1 сімка · h1 вісімка | a8 шістка · b8 п'ятірка · c8 четвірка · d8 трійка · e8 двійка · f8 трійка · g8 четвірка · h8 п'ятірка · a7 п'ятірка · b7 четвірка · c7 трійка · d7 двійка · e7 одиниця · f7 двійка · g7 трійка · h7 четвірка · a6 четвірка · b6 трійка · c6 двійка · d6 одиниця · e6 біла перевернута тура · f6 одиниця · g6 двійка · h6 трійка · a5 п'ятірка · b5 четвірка · c5 трійка · d5 двійка · e5 одиниця · f5 двійка · g5 трійка · h5 четвірка · a4 шістка · b4 п'ятірка · c4 четвірка · d4 трійка · e4 двійка · f4 трійка · g4 четвірка · h4 п'ятірка · a3 сімка · b3 шістка · c3 п'ятірка · d3 четвірка · e3 трійка · f3 четвірка · g3 п'ятірка · h3 шістка · a2 вісімка · b2 сімка · c2 шістка · d2 п'ятірка · e2 четвірка · f2 п'ятірка · g2 шістка · h2 сімка · a1 дев'ятка · b1 вісімка · c1 сімка · d1 шістка · e1 п'ятірка · f1 шістка · g1 сімка · h1 вісімка | a8 шістка · b8 п'ятірка · c8 четвірка · d8 трійка · e8 двійка · f8 трійка · g8 четвірка · h8 п'ятірка · a7 п'ятірка · b7 четвірка · c7 трійка · d7 двійка · e7 одиниця · f7 двійка · g7 трійка · h7 четвірка · a6 четвірка · b6 трійка · c6 двійка · d6 одиниця · e6 біла перевернута тура · f6 одиниця · g6 двійка · h6 трійка · a5 п'ятірка · b5 четвірка · c5 трійка · d5 двійка · e5 одиниця · f5 двійка · g5 трійка · h5 четвірка · a4 шістка · b4 п'ятірка · c4 четвірка · d4 трійка · e4 двійка · f4 трійка · g4 четвірка · h4 п'ятірка · a3 сімка · b3 шістка · c3 п'ятірка · d3 четвірка · e3 трійка · f3 четвірка · g3 п'ятірка · h3 шістка · a2 вісімка · b2 сімка · c2 шістка · d2 п'ятірка · e2 четвірка · f2 п'ятірка · g2 шістка · h2 сімка · a1 дев'ятка · b1 вісімка · c1 сімка · d1 шістка · e1 п'ятірка · f1 шістка · g1 сімка · h1 вісімка | 3 |
| 2 | a8 шістка · b8 п'ятірка · c8 четвірка · d8 трійка · e8 двійка · f8 трійка · g8 четвірка · h8 п'ятірка · a7 п'ятірка · b7 четвірка · c7 трійка · d7 двійка · e7 одиниця · f7 двійка · g7 трійка · h7 четвірка · a6 четвірка · b6 трійка · c6 двійка · d6 одиниця · e6 біла перевернута тура · f6 одиниця · g6 двійка · h6 трійка · a5 п'ятірка · b5 четвірка · c5 трійка · d5 двійка · e5 одиниця · f5 двійка · g5 трійка · h5 четвірка · a4 шістка · b4 п'ятірка · c4 четвірка · d4 трійка · e4 двійка · f4 трійка · g4 четвірка · h4 п'ятірка · a3 сімка · b3 шістка · c3 п'ятірка · d3 четвірка · e3 трійка · f3 четвірка · g3 п'ятірка · h3 шістка · a2 вісімка · b2 сімка · c2 шістка · d2 п'ятірка · e2 четвірка · f2 п'ятірка · g2 шістка · h2 сімка · a1 дев'ятка · b1 вісімка · c1 сімка · d1 шістка · e1 п'ятірка · f1 шістка · g1 сімка · h1 вісімка | a8 шістка · b8 п'ятірка · c8 четвірка · d8 трійка · e8 двійка · f8 трійка · g8 четвірка · h8 п'ятірка · a7 п'ятірка · b7 четвірка · c7 трійка · d7 двійка · e7 одиниця · f7 двійка · g7 трійка · h7 четвірка · a6 четвірка · b6 трійка · c6 двійка · d6 одиниця · e6 біла перевернута тура · f6 одиниця · g6 двійка · h6 трійка · a5 п'ятірка · b5 четвірка · c5 трійка · d5 двійка · e5 одиниця · f5 двійка · g5 трійка · h5 четвірка · a4 шістка · b4 п'ятірка · c4 четвірка · d4 трійка · e4 двійка · f4 трійка · g4 четвірка · h4 п'ятірка · a3 сімка · b3 шістка · c3 п'ятірка · d3 четвірка · e3 трійка · f3 четвірка · g3 п'ятірка · h3 шістка · a2 вісімка · b2 сімка · c2 шістка · d2 п'ятірка · e2 четвірка · f2 п'ятірка · g2 шістка · h2 сімка · a1 дев'ятка · b1 вісімка · c1 сімка · d1 шістка · e1 п'ятірка · f1 шістка · g1 сімка · h1 вісімка | a8 шістка · b8 п'ятірка · c8 четвірка · d8 трійка · e8 двійка · f8 трійка · g8 четвірка · h8 п'ятірка · a7 п'ятірка · b7 четвірка · c7 трійка · d7 двійка · e7 одиниця · f7 двійка · g7 трійка · h7 четвірка · a6 четвірка · b6 трійка · c6 двійка · d6 одиниця · e6 біла перевернута тура · f6 одиниця · g6 двійка · h6 трійка · a5 п'ятірка · b5 четвірка · c5 трійка · d5 двійка · e5 одиниця · f5 двійка · g5 трійка · h5 четвірка · a4 шістка · b4 п'ятірка · c4 четвірка · d4 трійка · e4 двійка · f4 трійка · g4 четвірка · h4 п'ятірка · a3 сімка · b3 шістка · c3 п'ятірка · d3 четвірка · e3 трійка · f3 четвірка · g3 п'ятірка · h3 шістка · a2 вісімка · b2 сімка · c2 шістка · d2 п'ятірка · e2 четвірка · f2 п'ятірка · g2 шістка · h2 сімка · a1 дев'ятка · b1 вісімка · c1 сімка · d1 шістка · e1 п'ятірка · f1 шістка · g1 сімка · h1 вісімка | a8 шістка · b8 п'ятірка · c8 четвірка · d8 трійка · e8 двійка · f8 трійка · g8 четвірка · h8 п'ятірка · a7 п'ятірка · b7 четвірка · c7 трійка · d7 двійка · e7 одиниця · f7 двійка · g7 трійка · h7 четвірка · a6 четвірка · b6 трійка · c6 двійка · d6 одиниця · e6 біла перевернута тура · f6 одиниця · g6 двійка · h6 трійка · a5 п'ятірка · b5 четвірка · c5 трійка · d5 двійка · e5 одиниця · f5 двійка · g5 трійка · h5 четвірка · a4 шістка · b4 п'ятірка · c4 четвірка · d4 трійка · e4 двійка · f4 трійка · g4 четвірка · h4 п'ятірка · a3 сімка · b3 шістка · c3 п'ятірка · d3 четвірка · e3 трійка · f3 четвірка · g3 п'ятірка · h3 шістка · a2 вісімка · b2 сімка · c2 шістка · d2 п'ятірка · e2 четвірка · f2 п'ятірка · g2 шістка · h2 сімка · a1 дев'ятка · b1 вісімка · c1 сімка · d1 шістка · e1 п'ятірка · f1 шістка · g1 сімка · h1 вісімка | a8 шістка · b8 п'ятірка · c8 четвірка · d8 трійка · e8 двійка · f8 трійка · g8 четвірка · h8 п'ятірка · a7 п'ятірка · b7 четвірка · c7 трійка · d7 двійка · e7 одиниця · f7 двійка · g7 трійка · h7 четвірка · a6 четвірка · b6 трійка · c6 двійка · d6 одиниця · e6 біла перевернута тура · f6 одиниця · g6 двійка · h6 трійка · a5 п'ятірка · b5 четвірка · c5 трійка · d5 двійка · e5 одиниця · f5 двійка · g5 трійка · h5 четвірка · a4 шістка · b4 п'ятірка · c4 четвірка · d4 трійка · e4 двійка · f4 трійка · g4 четвірка · h4 п'ятірка · a3 сімка · b3 шістка · c3 п'ятірка · d3 четвірка · e3 трійка · f3 четвірка · g3 п'ятірка · h3 шістка · a2 вісімка · b2 сімка · c2 шістка · d2 п'ятірка · e2 четвірка · f2 п'ятірка · g2 шістка · h2 сімка · a1 дев'ятка · b1 вісімка · c1 сімка · d1 шістка · e1 п'ятірка · f1 шістка · g1 сімка · h1 вісімка | a8 шістка · b8 п'ятірка · c8 четвірка · d8 трійка · e8 двійка · f8 трійка · g8 четвірка · h8 п'ятірка · a7 п'ятірка · b7 четвірка · c7 трійка · d7 двійка · e7 одиниця · f7 двійка · g7 трійка · h7 четвірка · a6 четвірка · b6 трійка · c6 двійка · d6 одиниця · e6 біла перевернута тура · f6 одиниця · g6 двійка · h6 трійка · a5 п'ятірка · b5 четвірка · c5 трійка · d5 двійка · e5 одиниця · f5 двійка · g5 трійка · h5 четвірка · a4 шістка · b4 п'ятірка · c4 четвірка · d4 трійка · e4 двійка · f4 трійка · g4 четвірка · h4 п'ятірка · a3 сімка · b3 шістка · c3 п'ятірка · d3 четвірка · e3 трійка · f3 четвірка · g3 п'ятірка · h3 шістка · a2 вісімка · b2 сімка · c2 шістка · d2 п'ятірка · e2 четвірка · f2 п'ятірка · g2 шістка · h2 сімка · a1 дев'ятка · b1 вісімка · c1 сімка · d1 шістка · e1 п'ятірка · f1 шістка · g1 сімка · h1 вісімка | a8 шістка · b8 п'ятірка · c8 четвірка · d8 трійка · e8 двійка · f8 трійка · g8 четвірка · h8 п'ятірка · a7 п'ятірка · b7 четвірка · c7 трійка · d7 двійка · e7 одиниця · f7 двійка · g7 трійка · h7 четвірка · a6 четвірка · b6 трійка · c6 двійка · d6 одиниця · e6 біла перевернута тура · f6 одиниця · g6 двійка · h6 трійка · a5 п'ятірка · b5 четвірка · c5 трійка · d5 двійка · e5 одиниця · f5 двійка · g5 трійка · h5 четвірка · a4 шістка · b4 п'ятірка · c4 четвірка · d4 трійка · e4 двійка · f4 трійка · g4 четвірка · h4 п'ятірка · a3 сімка · b3 шістка · c3 п'ятірка · d3 четвірка · e3 трійка · f3 четвірка · g3 п'ятірка · h3 шістка · a2 вісімка · b2 сімка · c2 шістка · d2 п'ятірка · e2 четвірка · f2 п'ятірка · g2 шістка · h2 сімка · a1 дев'ятка · b1 вісімка · c1 сімка · d1 шістка · e1 п'ятірка · f1 шістка · g1 сімка · h1 вісімка | a8 шістка · b8 п'ятірка · c8 четвірка · d8 трійка · e8 двійка · f8 трійка · g8 четвірка · h8 п'ятірка · a7 п'ятірка · b7 четвірка · c7 трійка · d7 двійка · e7 одиниця · f7 двійка · g7 трійка · h7 четвірка · a6 четвірка · b6 трійка · c6 двійка · d6 одиниця · e6 біла перевернута тура · f6 одиниця · g6 двійка · h6 трійка · a5 п'ятірка · b5 четвірка · c5 трійка · d5 двійка · e5 одиниця · f5 двійка · g5 трійка · h5 четвірка · a4 шістка · b4 п'ятірка · c4 четвірка · d4 трійка · e4 двійка · f4 трійка · g4 четвірка · h4 п'ятірка · a3 сімка · b3 шістка · c3 п'ятірка · d3 четвірка · e3 трійка · f3 четвірка · g3 п'ятірка · h3 шістка · a2 вісімка · b2 сімка · c2 шістка · d2 п'ятірка · e2 четвірка · f2 п'ятірка · g2 шістка · h2 сімка · a1 дев'ятка · b1 вісімка · c1 сімка · d1 шістка · e1 п'ятірка · f1 шістка · g1 сімка · h1 вісімка | 2 |
| 1 | a8 шістка · b8 п'ятірка · c8 четвірка · d8 трійка · e8 двійка · f8 трійка · g8 четвірка · h8 п'ятірка · a7 п'ятірка · b7 четвірка · c7 трійка · d7 двійка · e7 одиниця · f7 двійка · g7 трійка · h7 четвірка · a6 четвірка · b6 трійка · c6 двійка · d6 одиниця · e6 біла перевернута тура · f6 одиниця · g6 двійка · h6 трійка · a5 п'ятірка · b5 четвірка · c5 трійка · d5 двійка · e5 одиниця · f5 двійка · g5 трійка · h5 четвірка · a4 шістка · b4 п'ятірка · c4 четвірка · d4 трійка · e4 двійка · f4 трійка · g4 четвірка · h4 п'ятірка · a3 сімка · b3 шістка · c3 п'ятірка · d3 четвірка · e3 трійка · f3 четвірка · g3 п'ятірка · h3 шістка · a2 вісімка · b2 сімка · c2 шістка · d2 п'ятірка · e2 четвірка · f2 п'ятірка · g2 шістка · h2 сімка · a1 дев'ятка · b1 вісімка · c1 сімка · d1 шістка · e1 п'ятірка · f1 шістка · g1 сімка · h1 вісімка | a8 шістка · b8 п'ятірка · c8 четвірка · d8 трійка · e8 двійка · f8 трійка · g8 четвірка · h8 п'ятірка · a7 п'ятірка · b7 четвірка · c7 трійка · d7 двійка · e7 одиниця · f7 двійка · g7 трійка · h7 четвірка · a6 четвірка · b6 трійка · c6 двійка · d6 одиниця · e6 біла перевернута тура · f6 одиниця · g6 двійка · h6 трійка · a5 п'ятірка · b5 четвірка · c5 трійка · d5 двійка · e5 одиниця · f5 двійка · g5 трійка · h5 четвірка · a4 шістка · b4 п'ятірка · c4 четвірка · d4 трійка · e4 двійка · f4 трійка · g4 четвірка · h4 п'ятірка · a3 сімка · b3 шістка · c3 п'ятірка · d3 четвірка · e3 трійка · f3 четвірка · g3 п'ятірка · h3 шістка · a2 вісімка · b2 сімка · c2 шістка · d2 п'ятірка · e2 четвірка · f2 п'ятірка · g2 шістка · h2 сімка · a1 дев'ятка · b1 вісімка · c1 сімка · d1 шістка · e1 п'ятірка · f1 шістка · g1 сімка · h1 вісімка | a8 шістка · b8 п'ятірка · c8 четвірка · d8 трійка · e8 двійка · f8 трійка · g8 четвірка · h8 п'ятірка · a7 п'ятірка · b7 четвірка · c7 трійка · d7 двійка · e7 одиниця · f7 двійка · g7 трійка · h7 четвірка · a6 четвірка · b6 трійка · c6 двійка · d6 одиниця · e6 біла перевернута тура · f6 одиниця · g6 двійка · h6 трійка · a5 п'ятірка · b5 четвірка · c5 трійка · d5 двійка · e5 одиниця · f5 двійка · g5 трійка · h5 четвірка · a4 шістка · b4 п'ятірка · c4 четвірка · d4 трійка · e4 двійка · f4 трійка · g4 четвірка · h4 п'ятірка · a3 сімка · b3 шістка · c3 п'ятірка · d3 четвірка · e3 трійка · f3 четвірка · g3 п'ятірка · h3 шістка · a2 вісімка · b2 сімка · c2 шістка · d2 п'ятірка · e2 четвірка · f2 п'ятірка · g2 шістка · h2 сімка · a1 дев'ятка · b1 вісімка · c1 сімка · d1 шістка · e1 п'ятірка · f1 шістка · g1 сімка · h1 вісімка | a8 шістка · b8 п'ятірка · c8 четвірка · d8 трійка · e8 двійка · f8 трійка · g8 четвірка · h8 п'ятірка · a7 п'ятірка · b7 четвірка · c7 трійка · d7 двійка · e7 одиниця · f7 двійка · g7 трійка · h7 четвірка · a6 четвірка · b6 трійка · c6 двійка · d6 одиниця · e6 біла перевернута тура · f6 одиниця · g6 двійка · h6 трійка · a5 п'ятірка · b5 четвірка · c5 трійка · d5 двійка · e5 одиниця · f5 двійка · g5 трійка · h5 четвірка · a4 шістка · b4 п'ятірка · c4 четвірка · d4 трійка · e4 двійка · f4 трійка · g4 четвірка · h4 п'ятірка · a3 сімка · b3 шістка · c3 п'ятірка · d3 четвірка · e3 трійка · f3 четвірка · g3 п'ятірка · h3 шістка · a2 вісімка · b2 сімка · c2 шістка · d2 п'ятірка · e2 четвірка · f2 п'ятірка · g2 шістка · h2 сімка · a1 дев'ятка · b1 вісімка · c1 сімка · d1 шістка · e1 п'ятірка · f1 шістка · g1 сімка · h1 вісімка | a8 шістка · b8 п'ятірка · c8 четвірка · d8 трійка · e8 двійка · f8 трійка · g8 четвірка · h8 п'ятірка · a7 п'ятірка · b7 четвірка · c7 трійка · d7 двійка · e7 одиниця · f7 двійка · g7 трійка · h7 четвірка · a6 четвірка · b6 трійка · c6 двійка · d6 одиниця · e6 біла перевернута тура · f6 одиниця · g6 двійка · h6 трійка · a5 п'ятірка · b5 четвірка · c5 трійка · d5 двійка · e5 одиниця · f5 двійка · g5 трійка · h5 четвірка · a4 шістка · b4 п'ятірка · c4 четвірка · d4 трійка · e4 двійка · f4 трійка · g4 четвірка · h4 п'ятірка · a3 сімка · b3 шістка · c3 п'ятірка · d3 четвірка · e3 трійка · f3 четвірка · g3 п'ятірка · h3 шістка · a2 вісімка · b2 сімка · c2 шістка · d2 п'ятірка · e2 четвірка · f2 п'ятірка · g2 шістка · h2 сімка · a1 дев'ятка · b1 вісімка · c1 сімка · d1 шістка · e1 п'ятірка · f1 шістка · g1 сімка · h1 вісімка | a8 шістка · b8 п'ятірка · c8 четвірка · d8 трійка · e8 двійка · f8 трійка · g8 четвірка · h8 п'ятірка · a7 п'ятірка · b7 четвірка · c7 трійка · d7 двійка · e7 одиниця · f7 двійка · g7 трійка · h7 четвірка · a6 четвірка · b6 трійка · c6 двійка · d6 одиниця · e6 біла перевернута тура · f6 одиниця · g6 двійка · h6 трійка · a5 п'ятірка · b5 четвірка · c5 трійка · d5 двійка · e5 одиниця · f5 двійка · g5 трійка · h5 четвірка · a4 шістка · b4 п'ятірка · c4 четвірка · d4 трійка · e4 двійка · f4 трійка · g4 четвірка · h4 п'ятірка · a3 сімка · b3 шістка · c3 п'ятірка · d3 четвірка · e3 трійка · f3 четвірка · g3 п'ятірка · h3 шістка · a2 вісімка · b2 сімка · c2 шістка · d2 п'ятірка · e2 четвірка · f2 п'ятірка · g2 шістка · h2 сімка · a1 дев'ятка · b1 вісімка · c1 сімка · d1 шістка · e1 п'ятірка · f1 шістка · g1 сімка · h1 вісімка | a8 шістка · b8 п'ятірка · c8 четвірка · d8 трійка · e8 двійка · f8 трійка · g8 четвірка · h8 п'ятірка · a7 п'ятірка · b7 четвірка · c7 трійка · d7 двійка · e7 одиниця · f7 двійка · g7 трійка · h7 четвірка · a6 четвірка · b6 трійка · c6 двійка · d6 одиниця · e6 біла перевернута тура · f6 одиниця · g6 двійка · h6 трійка · a5 п'ятірка · b5 четвірка · c5 трійка · d5 двійка · e5 одиниця · f5 двійка · g5 трійка · h5 четвірка · a4 шістка · b4 п'ятірка · c4 четвірка · d4 трійка · e4 двійка · f4 трійка · g4 четвірка · h4 п'ятірка · a3 сімка · b3 шістка · c3 п'ятірка · d3 четвірка · e3 трійка · f3 четвірка · g3 п'ятірка · h3 шістка · a2 вісімка · b2 сімка · c2 шістка · d2 п'ятірка · e2 четвірка · f2 п'ятірка · g2 шістка · h2 сімка · a1 дев'ятка · b1 вісімка · c1 сімка · d1 шістка · e1 п'ятірка · f1 шістка · g1 сімка · h1 вісімка | a8 шістка · b8 п'ятірка · c8 четвірка · d8 трійка · e8 двійка · f8 трійка · g8 четвірка · h8 п'ятірка · a7 п'ятірка · b7 четвірка · c7 трійка · d7 двійка · e7 одиниця · f7 двійка · g7 трійка · h7 четвірка · a6 четвірка · b6 трійка · c6 двійка · d6 одиниця · e6 біла перевернута тура · f6 одиниця · g6 двійка · h6 трійка · a5 п'ятірка · b5 четвірка · c5 трійка · d5 двійка · e5 одиниця · f5 двійка · g5 трійка · h5 четвірка · a4 шістка · b4 п'ятірка · c4 четвірка · d4 трійка · e4 двійка · f4 трійка · g4 четвірка · h4 п'ятірка · a3 сімка · b3 шістка · c3 п'ятірка · d3 четвірка · e3 трійка · f3 четвірка · g3 п'ятірка · h3 шістка · a2 вісімка · b2 сімка · c2 шістка · d2 п'ятірка · e2 четвірка · f2 п'ятірка · g2 шістка · h2 сімка · a1 дев'ятка · b1 вісімка · c1 сімка · d1 шістка · e1 п'ятірка · f1 шістка · g1 сімка · h1 вісімка | 1 |
|   | a | b | c | d | e | f | g | h |   |

### Відстань в шахах
Відстань між полями шахової дошки для візиру (або тури, якщо відстань рахувати в клітинах) дорівнює мангеттенській відстані; король і ферзь користуються відстанню Чебишова, а слон — мангеттенською відстанню на дошці, повернутій на 45°.

### П'ятнашки
Сума мангеттенських відстаней між кісточками і позиціями, в яких вони знаходяться у вирішеній головоломці «П'ятнашки», використовується як евристична функція для пошуку оптимального вирішення.

### Клітинні автомати
Множина клітин на двовимірному квадратному паркеті, мангеттенська відстань до яких від даної клітини не перевищує r, називається околом фон Неймана діапазону (радіуса) r.